# Istoria literaturii române de la început pînă azi
Istoria literaturii române de la început pînă azi este un studiu amplu de istorie a literaturii române, scris de profesorul universitar Alexandru Piru și publicat în 1981 de Editura Univers din București. 